# Risen 3: Titan Lords
Risen 3: Titan Lords ist ein im August 2014 erschienenes Action-Rollenspiel mit Fantasy-Szenario des Essener Entwicklerstudios Piranha Bytes. Das Spiel wurde – wie schon sein direkter Vorgänger Risen 2: Dark Waters – für Windows, die PlayStation 3 sowie die Xbox 360 veröffentlicht. Es handelt sich um den dritten und abschließenden Teil der Risen-Serie. Piranha Bytes hat am 21. August 2015 die Risen 3: Titan Lords – Enhanced Edition veröffentlicht und damit ihr erstes Spiel auf PlayStation 4.

## Handlung
Im Gegensatz zu den Vorgängern Risen und Risen 2: Dark Waters taucht ein neuer Protagonist in dem Spiel auf. Er ist der Sohn von Kapitän Stahlbart und Bruder von dessen Tochter Patty, zwei Figuren, die bereits in den Vorgängern zu sehen waren.
Zu Beginn des Spiels wird der Protagonist während einer riskanten Schatzsuche mit seiner Schwester Patty vom Schattenlord der Feigheit seiner Seele beraubt. Von seiner Begleitung für tot befunden und begraben, überlebt er nur durch die Heilkünste des Voodoo-Arztes Bones. Jedoch reichen die Heilkünste nicht aus, um ihn vollständig gesund zu machen. Deswegen begibt er sich gemeinsam mit Bones auf die Suche nach einem Ritual für seine vollständige Genesung. Er erfährt, dass während seiner Abwesenheit die Welt in einen Krieg mit dem Schatten gezwungen wurde, einer bislang unerkannten Macht.
Er tritt nun in Kontakt mit den drei großen Fraktionen der Welt. Einer von ihnen wird er sich im Verlaufe des Spiels anschließen. Ziel ist es, sie in ihrem Kampf gegen die Schatten zu unterstützen und zu vereinen sowie zuletzt seine Seele wiederzuerlangen.

### Fraktionen
Ähnlich wie in den meisten Spielen von Piranha Bytes gibt es auch in Risen 3 mehrere Fraktionen, denen sich der Spieler anschließen kann. Die Gilde der Wächter fungiert als Leibwache der Magier auf Taranis. Ein Mitglied dieser Fraktion profitiert vom Wissen seiner Meister über die Kristallmagie. Die Dämonenjäger sind ein uralter Kult, der schon beinahe vergessen wurde, bis er in jüngster Zeit unter Führung eines Druiden erneuert worden ist. Neben schweren Rüstungen und Nahkampfwaffen greift ein Dämonenjäger auch zu Beschwörungszauber, die mittels Runen gewirkt werden. Eine Besonderheit stellt die Fähigkeit zur Teleportation dar. Die Voodoo-Piraten haben als Einzige Zugang zu den Voodoo-Zaubern des Eingeborenenstammes auf Kila. Sie erscheinen im Vergleich mit den anderen Fraktionen weniger straff organisiert.

### Spielwelt
Die Spielwelt baut auf der des Vorgängers auf, einige aus Risen 2 bekannte Insellandschaften können erneut aufgesucht werden. Es lassen sich sieben getrennte Inseln und zwei Festlandsabschnitte bereisen.
Der Spieler startet seine Rundreise an der Krabbenküste. Der Ort Antigua ist die Heimat der Piraten. Dort hat ein ehemaliger Piratenkapitän, Admiral Alvarez, das Sagen. Die Insel der Diebe ist von diebischen Gnomen bevölkert, welche von einer Koboldinvasion heimgesucht werden. Einen Stamm Eingeborener findet man im dicht bewachsenen Landesinneren an der Küste von Kila. Ein Piratenschiff hat dort um ein gestrandetes Schiff ihr Lager errichtet. Die Nebelinsel ist mittlerweile unbewohnt. Dort hat es einen Expeditionstrupp der Inquisition hin verschlagen. In den Bergen der Insel Taranis befindet sich das Hauptquartier der Magier. Die Insel ist reich an Bodenschätzen, insbesondere magischen Kristallen. Eine weitere Insel ist die Totenkopfinsel. Sie ist unwirtliches Land, geprägt von Lavaströmen und Geröll. Hier kommt es zum Entscheidungskampf zwischen dem Protagonisten und dem Endgegner Nekroloth. Auf Calador steht eine eindrucksvolle Zitadelle, welche der Dämonenjägergilde seit langer Zeit als Hauptsitz dient. Das Gebiet selber ist rau, jedoch reich an Eisenerz. Ebenfalls eine weitläufig unbewohnte Gegend ist Takarigua. Die Inquisition ließ hier früher Zuckerrohr anbauen. Heute besitzt die einzig verbliebene Siedlung Puerto Sacarico nur noch wenige Bewohner.

### Charaktere und Synchronsprecher
| Charakter       | Deutsche Synchronsprecher | Beschreibung                                                    | Möglicher Begleitcharakter |
| --------------- | ------------------------- | --------------------------------------------------------------- | -------------------------- |
| Held            | Thomas Friebe             | Sohn des legendären Piratenkapitäns Gregorius Emanuel Stahlbart | Spielercharakter           |
| Patty Stahlbart | Antje von der Ahe         | Schwester des Helden                                            | ja                         |
| Bones           | Andreas Gröber            | Voodoo-Arzt                                                     | ja                         |
| Edward          | Erik Schäffler            | Anwärter der Dämonenjäger                                       | ja                         |
| Horas           | Marios Morenos            | Wächter der Magier                                              | ja                         |
| Jaffar          | Oliver Krietsch-Matzura   | Gnom                                                            | ja                         |
| Saddec          | Peter Dischkow            | Pirat                                                           | ja                         |
| Mendoza         | Tobias Brecklinghaus      | Geist des Inquisitors aus Risen                                 | ja                         |
| Margoloth       | Andrea Wolf               | Uraltes mächtiges Spinnenwesen auf der Insel Kila               | nein                       |
| Nekroloth       | Hanns Krumpholz           | Befehliger der Schatten, Endgegner                              | nein                       |

## Spielprinzip
Der Protagonist wird in der Third-Person-Perspektive mittels Tastatur und Maus bzw. Gamepad durch die Spielwelt gesteuert. Zur Orientierung kann dabei wahlweise eine Minikarte oder ein Kompass benutzt werden.

### Charakterentwicklung
Durch das Lösen von Aufgaben, z. B. die Erfüllung einer Quest oder das Töten von Gegnern erhält der Spieler Ruhmpunkte. Diese können im Anschluss zur Steigerung von Charakterwerten oder für das Erlernen neuer Fähigkeiten eingesetzt werden. Nebst Kampftalenten kann unter anderem in Alchemie-, Diebes- und Schmiedefertigkeiten investiert werden.
Um die Fähigkeiten weiter zu steigern, können sogenannte „legendäre Gegenstände“ gesammelt werden. Diese sind auf der ganzen Spielwelt verteilt, ohne vorhergehende Hinweise zu deren genauen Aufenthaltsort. So sind sie schwer in Besitz zu bringen.

### Kampf
Der Protagonist kann mit verschiedensten Waffen ausgerüstet werden. Neben frei bei Händlern erhältlichen Schwertern, Hieb- und Stichwaffen, Armbrüsten, Flinten und Musketen, gibt es fraktionsbezogene Magieschulen, die nur bei Zugehörigkeit zur jeweiligen Gilde permanent gemeistert werden können. Die technische Entwicklung der Waffen befindet sich auf dem Niveau des Spätmittelalters bzw. der frühen Renaissance.
Angehörige der Gemeinschaft der Wächter haben Zugriff auf klassische Angriffszauber wie „Feuerregen“ und „gezielte Blitzschläge“. Der Fokus der Dämonenjäger liegt auf Unterstützungs- insbesondere Beschwörungsmagie. Piraten nutzen die Voodoo-Magie eines Eingeborenenstammes, mithilfe derer sie anderen Charakteren im Spiel etwa Lebensenergie entziehen oder sie mittels selbsthergestellter Puppen gänzlich übernehmen können.

## Erweiterungen und Sammlereditionen
Für Risen 3 sind 2014 drei Erweiterungen als Downloadable Content angeboten worden: Abenteuer-Ausrüstung, die Nebelinsel und Koboldplage.
Alle drei Erweiterungen waren in Deutschland zu Release des Spiels in der sogenannten First Edition enthalten. Daneben wurden noch zwei Sammlereditionen angeboten: Die Collector’s Edition und die limitierte Shadow Lord Edition.
|                     | 3 DLCs | Handbuch                           | SteelBook DVD-Hülle | Risen-Universe-Almanach | Art-Cards | doppelseitiges Poster | Mikrofasertuch mit Karte der Spielwelt | Box ohne Logos auf Umverpackung | Soundtrack | Gnom-Papercraft | Schattenlord-Figur | Metallabzeichen mit Anstecknadel | Risen 1 und 2 samt Soundtrack | nummeriertes Echtheitszertifikat |
| ------------------- | ------ | ---------------------------------- | ------------------- | ----------------------- | --------- | --------------------- | -------------------------------------- | ------------------------------- | ---------- | --------------- | ------------------ | -------------------------------- | ----------------------------- | -------------------------------- |
| First Edition       | ja     | Standard Handbuch                  | nein                | nein                    | nein      | nein                  | nein                                   | nein                            | nein       | nein            | nein               | nein                             | nein                          | nein                             |
| Collector’s Edition | ja     | vollfarbiges, erweitertes Handbuch | ja                  | ja                      | ja        | ja                    | ja                                     | ja                              | ja         | nein            | nein               | nein                             | nein                          | nein                             |
| Shadow Lord Edition | ja     | vollfarbiges, erweitertes Handbuch | ja                  | ja                      | ja        | ja                    | ja                                     | ja                              | ja         | ja              | ja                 | ja                               | ja                            | ja                               |

Die physikalischen Ausgaben der PC-Version waren DRM-frei, es erschien allerdings auch eine Download-Version auf Steam.

## Rezeption

### Rezensionen
Die Bewertungen des Spiels fielen im internationalen Durchschnitt verhalten bis negativ aus, mit deutlichen Wertungsunterschieden zwischen der Windows- und den Konsolenfassungen. Auf Metacritic erhielt die PC-Version 65 von 100 Punkten.
Die Version für Xbox 360 wird mit einer Wertung von 44 Punkten gelistet, während die PlayStation-3-Fassung auf 36 Punkte kommt.
Kritisiert werden vor allem die Geschichte des Spiels sowie der schwache Einstieg.
Laut dem Fachmagazin GameStar sei die Atmosphäre hingegen hervorragend und das anfangs schwache Kampfsystem trumpfe mit zunehmender Spieldauer und Ausbau der Skills hinten raus auf.

„Risen 3 hätte ein Meisterwerk werden können – geworden ist es aber »nur« ein gutes Rollenspiel mit mächtigem Umfang.“

Der PC Games zufolge ist das Spiel durchdachter als der Vorgänger. Es kämpfe aber immer noch mit Altlasten und die Präsentation sei nicht mehr zeitgemäß. Dem Autor des Tests sagt zwar die Mischung aus Fantasy- und Piraten-Setting zu, er merkt aber auch an, dass diese möglicherweise nicht jedem gefallen könnte und sich viele Fans nach Risen 2 eine komplette Abkehr vom Piraten-Setting gewünscht hätten.

„Eine riesige Gothic- und Karibik-Spielwelt für Entdecker, Magier und Piraten.“

Im Test des Onlinemagazins 4Players wird das Spieldesign als inkonsequent kritisiert. Vom Kauf der Xbox-360- und PS3-Version wird aufgrund mangelhafter Technik abgeraten. Während die Quests vielfältig und die Kulisse idyllisch seien, mangle es vor allem an einer guten Story und der Einstieg sei peinlich.
Wenn man nach dem Review auf GIGA geht, sind erste Eindrücke aber vor allem bei Rollenspielen wertlos, auch wenn sie schwer wieder aus der Welt zu räumen seien. Dem Autor nach dränge sich die Geschichte nie in den Vordergrund und verschwinde gern mal hinter unzähligen Nebenaufgaben und anderen angenehmen Ablenkungen, von denen die Welt „vollgepfropft“ sei. Auch wenn die Story so nicht unbedingt die größte Stärke ist, sei die Präsentation ansprechend und das Erkunden der Inseln eine wahre Freude.

„Egal, wie euer bisheriges Verhältnis zur Reihe war: Risen 3 verdient jede Chance, die ihr im geben könnt.“

Spiegel Online spricht vom „Reiz des immer Gleichen“, da das Entwicklerstudio Piranha Bytes seit Jahren ähnliche Spiele mache, die Fans aber genau das wollen und Risen 3 ein gutes Rollenspiel sei.

### Auszeichnungen
Risen 3 wurde auf der Gamescom 2014 zum Sieger in der Kategorie „Best Roleplaying Game“ erklärt.

## Trivia
Grafiken des Spiels wurden im Film Offline – Das Leben ist kein Bonuslevel (2017) verwendet.